# Elsberg-Syndrom
Das Elsberg-Syndrom (als eigene Entität umstritten) ist ein neurologisches Erkrankungsbild und bezeichnet eine Entzündung von unterem Rückenmark und Nervenwurzeln, eine Radikulomyelitis von Conus medullaris und Cauda equina. Der Eigenname geht auf den New Yorker Neurochirurgen Charles A. Elsberg (1871–1948) zurück.

## Beschwerdebild
Das klinische Bild des Elsberg-Syndroms entspricht einem sogenannten Konus-Kauda-Syndrom: Neben einer schlaffen Beinlähmung (Paraparese) treten typischerweise Blasenentleerungs- und Sexualfunktionsstörungen sowie Mastdarmstörungen auf. Sensibilitätsstörungen können auftreten und sind in lumbalen und sakralen Dermatomen angeordnet. Die Symptome treten in der Regel rasch auf. Pyramidenbahnzeichen sind untypisch, da eine Myelitis der am weitesten kaudal liegenden Rückenmarksabschnitte vorliegt.

## Ätiologie
Die Auslöser eines Elsberg-Syndroms sind nicht einheitlich. Es kann, ähnlich dem Miller-Fisher-Syndrom, als Variante eines Guillain-Barré-Syndroms auftreten. Außerdem ist ein Zusammenhang mit zahlreichen viralen Infektionen beschrieben, allen voran Infektionen mit Herpes simplex Typ 2 neben Cytomegalievirus (CMV), Epstein-Barr-Virus (EBV) oder HIV. Eine weitere Ursache kann die Neuroborreliose sein. Andere Publikationen schildern das Auftreten eines Elsberg-Syndroms nach Durchblutungsstörungen, Gefäßentzündungen oder Wurminfektionen.

## Diagnostik
In der Hirnflüssigkeit (Liquor cerebrospinalis) besteht eine Erhöhung der Zellzahl, meist in Form einer lymphozytären Pleozytose. Die Kernspintomografie kann Entzündungen im unteren Ende des Rückenmarks oder der Cauda equina aufweisen. Beide Untersuchungen sollten zum Ausschluss von anderen Diagnosen durchgeführt werden: Die häufigste Ursache eines isolierten Konus-Kauda-Syndroms sind Bandscheibenvorfälle, weitere Ursachen können spinale Tumoren, wie sie 1934 von Elsberg und Dyke röntgenologisch ausgemessen werden konnten, oder eine Encephalomyelitis disseminata (Multiple Sklerose) sein.

## Therapie und Verlauf
Die Therapie besteht in einer Behandlung der Grunderkrankung, ansonsten kommen neben symptomatischer Therapie Corticosteroide in Betracht. Die Symptome sind in der Originalbeschreibung chronisch fortschreitend, in der Regel jedoch rückgängig.